# Mycomya schmidi
Mycomya schmidi är en tvåvingeart som beskrevs av Vaisanen 1984. Mycomya schmidi ingår i släktet Mycomya och familjen svampmyggor. Inga underarter finns listade i Catalogue of Life.